# 宅間孝行
宅間 孝行（たくま たかゆき、1970年7月17日 - ）は、日本の俳優、脚本家、演出家、映画監督。本名、同じ。旧ペンネーム、サタケ ミキオ。
東京都出身。早稲田大学中退。劇団「東京セレソンデラックス」主宰を経て、演劇プロジェクト「TAKUMA FESTIVAL JAPAN（タクフェス）」主宰。所属事務所はテイクオフ。
血液型はB型。

## 来歴・人物
早稲田大学本庄高等学院卒業後早稲田大学を中退。
24歳の時に俳優養成所に入るが、ベテラン俳優ですらアルバイトをしなければ食べていけない現実を知り、それなら自分で劇団を作ってその看板役者になればいいと考え、1997年、武田秀臣とともに劇団『東京セレソン』を旗揚げ。主宰を務めると同時に座付作家、演出家、役者も兼ねる。
10年がんばっても芽が出なければきっぱり役者は辞めると決めていたが、自分で決めたタイムリミットまであと2年となっていた時、公演を見たテレビのプロデューサーから声がかかり、フジテレビ系昼ドラマ『貫太ですッ!』のサブレギュラーに起用され、共演した石倉三郎に俳優としての人生にお墨付きをもらう。
2008年には映画『同窓会』で監督デビューを果たす。
脚本家としてはサタケミキオ名義で活動していたが、2009年より脚本家・俳優・演出ともに「宅間孝行」名義に統一した。
2012年の解散まで劇団「東京セレソンデラックス」の主宰を務め、その後2013年より演劇プロジェクト「TAKUMA FESTIVAL JAPAN（タクフェス）」を主宰する。
私生活では、2006年11月に女優の大河内奈々子と結婚。2008年9月に第1子となる男児が誕生したが2012年5月7日に離婚。
2018年12月31日に一般女性と再婚、2019年4月に第2子の誕生を予定している。

## 出演

### 舞台（出演）
東京セレソン/東京セレソンデラックス公演

TAKUMA FESTIVAL JAPAN（タクフェス）公演

- わらいのまち（2017年3月30日 - 4月12日、東京グローブ座 /4月14日 - 16日、名古屋・中日劇場 / 4月18日 - 23日、兵庫県立芸術文化センター） - 作・主演・演出
- ひみつ（2017年10月19日 - 12月10日、サンシャイン劇場　他） - 作・演出・出演（五郎 役）
- 笑う巨塔（2018年3月29日 - 4月8日、東京グローブ座 他） - 作・演出・主演（松原富雄 役）
- 晩餐（2023年10月7日 - 12月17日、飯能市市民会館 大ホール 他） - 作・演出・出演（高槻耕太郎 役）
- くちづけ（2025年11月24日 - 2026年1月8日〈予定〉、新川文化ホール 他） - 作・演出・出演

外部公演
- LOVE LETTERS 20th Season 378回公演（2009年12月12日、PARCO劇場）
- 欲望という名の電車（2011年、青年座）
- よみがえる明治座東京喜劇－ニッポン放送「高田文夫のラジオビバリー昼ズ」全力応援!!－ 第一部 こちとら大奥様だぜぃ!（2021年1月29日 - 2月14日、明治座）
- タクラボ第4弾「裏切り者に愛をこめて」（2025年4月15日 - 20日、赤坂RED/THEATER / 4月23日、メニコン シアターAoi / 4月25日 - 27日、近鉄アート館 / 4月29日、ぽんプラザホール） - 作・演出・出演

### テレビドラマ（出演）
- 金曜エンタテイメント（フジテレビ）
  - 左手に告げるなかれ（1997年12月12日）
  - 女医レイカ（1999年8月6日）
- 火曜サスペンス劇場（日本テレビ）
  - 警部補 佃次郎6 小壜に詰めた死（1998年8月4日）
- 貫太ですッ!（2003年6月 - 9月、東海テレビ） - 川島隆 役
- ラブ・レター（2003年6月18日、テレビ東京） - 今野次男 役
- 大河ドラマ「新選組!」 第31・32・35回（2004年8月8・15日、9月5日、NHK） - 仙波甲太郎（長州藩） 役
- 芸術劇場 / スタジオ演劇「春のほたる」（2004年10月10日、NHK教育） - 斉藤幸弘 役
- タイガー&ドラゴン（2005年4月 - 6月、TBS） - 日向純一 役
- 土曜ワイド劇場（テレビ朝日）
  - はみだし弁護士・巽志郎9（2005年9月17日、朝日放送） - 佐藤俊彦 役
- DRAMA COMPLEX（日本テレビ）
  - 嘘をつく死体（2006年4月11日） - 倉林礼三 役
- マチベン 第3話（2006年4月22日、NHK） - 鶴田祐輔 役
- 白虎隊（2007年1月6・7日、テレビ朝日） - 梶原平馬 役
- 今週、妻が浮気します（2007年1月 - 3月、フジテレビ） - 蟻田ミキオ 役
- 花より男子 第4 - 9話（2005年11月11日 - 12月16日、TBS） - 千石幸代の元恋人 役
- 鹿男あをによし 第2 - 5回（2008年1月24日 - 2月14日、フジテレビ） - 南場勇三 役
- ロス:タイム:ライフ 第4・7節（2008年2月23日・3月15日、フジテレビ） - 解説者・小村武 役（声のみ、第4節）、勝矢公男 役（第7節）
- おせん（2008年4月 - 6月、日本テレビ） - 林隆史 役
- 連続テレビ小説（NHK）
  - 瞳（2008年7月1・5日、8 - 12日） - 今里満 役
  - つばさ（2009年4月 - 9月） - 真瀬昌彦 役
- ヤスコとケンジ 第6話（2008年8月16日、日本テレビ） - 聡 役
- セレブと貧乏太郎（2008年10月 - 12月、フジテレビ） - 公文晃 役
- やまない雨はない（2010年3月6日、テレビ朝日） - 高山 役
- 月曜ゴールデン（TBS）
  - ガラスの牙 熱血DJ保護司・権藤明子〜涙の少年少女観察日記（2010年3月8日、中部日本放送） - 戸田伸次 役
  - 内部調査官・水平直の報告書（2011年1月17日） - 中村孝明 役
  - 私は屈しない〜特捜検察と戦った女性官僚と家族の465日（2011年1月31日） - 甲田 役
  - 新 法廷荒らし 猪狩文助〜終の棲家〜（2015年3月16日） - 東野春樹 役
- 鉄の骨（2010年7月、NHK） ‐ 園田俊一 役
- 四十九日のレシピ（2011年2月 - 3月、NHK） - 遠藤浩行 役
- 新選組血風録（2011年4月 - 6月、NHK BSプレミアム）- 近藤勇 役
- ビターシュガー（2011年10月 - 12月、NHK） - 丹羽重彦 役
- SPEC〜翔〜（2012年4月1日、TBS）- 神戸明 役
- 都市伝説の女（テレビ朝日） - 郷原祐一 役
  - Part1（2012年4月 - 6月）
  - Part2（2013年10月 - 11月）
- たぶらかし-代行女優業・マキ- 第9・10話（2012年5月31日・6月7日、読売テレビ） - 南川トシオ 役
- みをつくし料理帖（2012年9月22日、テレビ朝日） - 采女宗馬 役
- ゴーイング マイ ホーム（2012年10月 - 12月、関西テレビ） - 山中健太郎 役
- そこをなんとか 第5話（2012年11月18日、NHK BSプレミアム） - 春山要 役
- ラスト・ディナー 第4夜「True Heart」（2013年3月30日、NHK BSプレミアム） - 山野達夫 役
- ダブルス〜二人の刑事 第5話（2013年5月16日、テレビ朝日） - 大野 役
- 金曜プレステージ（フジテレビ）
  - 鬼女（2013年6月28日） - 桜井正哉 役
- あなたに似た誰か 最終話「車窓の向こうの人生」（2013年8月27日、NHK BSプレミアム） - 山折幹夫 役
- 月に祈るピエロ（2013年10月5日、中部日本放送） - 谷沢悠人 役
- チーム・バチスタ4 螺鈿迷宮（2014年1月 - 3月、関西テレビ） - 立花善次 役
- トクボウ 警察庁特殊防犯課（2014年4月 - 6月、読売テレビ） - 柏木幸男 役
- SMOKING GUN〜決定的証拠〜（2014年4月 - 6月、フジテレビ） - 柴崎孔明 役
- 妻は、くノ一〜最終章〜（2014年5月23日 - 6月20日、NHK BSプレミアム） - 荘助 役
- 警視庁捜査一課9係 season9 スピンオフSP（2014年6月27日、テレビ朝日） - 水城 雄一 役
- 出入禁止の女〜事件記者クロガネ〜（2015年1月 - 3月、テレビ朝日） - 美馬健作 役
- 大河ドラマ「花燃ゆ」 第5回 -（2015年2月1日 - 、NHK） - 西郷隆盛 役
- 赤と黒のゲキジョー（フジテレビ）
  - 三面記事の女たち -愛の巣-（2015年2月20日） - 江藤大志 役
- 松本清張ミステリー時代劇 第3話「役者絵」（2015年5月5日、BSジャパン） - 文五郎 役
- 探偵の探偵 第3話（2015年7月23日、フジテレビ） - 悪徳探偵  藪沼 信吾 役
- 水曜ミステリー9（テレビ東京）
  - 邪魔〜主婦が堕ちた破滅の道（2015年9月2日） - 及川茂則 役
  - 検事・沢木正夫4 自首（2016年9月14日） - 梶川太郎 役
- 相棒 Season 14 第2話「或る相棒の死」（2015年10月21日、テレビ朝日） - 埼玉県警の刑事・早田茂樹
- 嵐の涙〜私たちに明日はある〜（2016年2月1日 - 3月31日、東海テレビ） - 石原雄介・枝川剛太郎 役（2役）[14]
- 神の舌を持つ男 第6話（2016年8月12日、TBS） - 金子忠（危険な男） 役
- 日曜ワイド電卓刑事 （2017年12月17日、テレビ朝日） - 甲斐杉也 役[15]
- ヘッドハンター 第6話（2018年5月21日、テレビ東京） - 芥川紘一 役[16]
- アイアングランマ2（2018年、NHK BSプレミアム） - 有賀高志 役
- 科捜研の女 スペシャル（2018年10月14日、テレビ朝日）[17] - 土井垣光成 役
- 警視庁強行犯係・樋口顕5（2019年） ‐ 黒崎雅夫
- ミス・ジコチョー〜天才・天ノ教授の調査ファイル〜（2019年） - 片山紀行
- オペレーションZ〜日本破滅、待ったなし〜（2020年3月 - 4月、WOWOW） - 宮城慧 役

### 映画（出演）
- ドッグファイター ごろつき刑事（2005年2月21日公開） - 鬼倉貞利役 ※ビデオ映画
- バッシュメント（2005年12月17日公開） - 阿部須 役
- 木更津キャッツアイ ワールドシリーズ（2006年10月28日公開） - 自衛隊上官 役
- memo（2008年3月22日公開） - 本橋洋平 役
- 同窓会（2008年8月16日公開） - 主演・南克之 役 ※監督・脚本兼務
- プリンセス・トヨトミ（2011年5月）
- くちづけ（2013年5月25日公開） - うーやん 役※脚本兼務
- 劇場版 SPEC〜結〜 爻ノ篇（2013年11月29日公開） - 神戸明（八咫烏）役 ※友情出演・役名は「SPEC 全記録集」p.219より
- 予告犯（2015年6月6日公開） - 岡本大毅 役
- ライアの祈り（2015年6月13日公開） - 圭祐 役
- 海難1890（2015年12月5日公開） - 木村 役
- 団地（2016年6月4日公開） - 吉住将太 役
- 嫌な女（2016年6月25日公開） - 熊田喜昭 役
- ラーメン食いてぇ!（2018年3月3日公開）
- 天外者（2020年12月11日公開） - 西郷隆盛 役
- THE RIGHTMAN 正義の男（2025年2月1日） ※監督兼務[18]

### ラジオ
- サタケミキオと宅間孝行 （2007年4月 - 2009年3月 TBSラジオ）
- 宅間孝行のオールナイトニッポンGOLD （2011年8月30日,2012年9月7日,2014年6月27日,2015年9月25日 ニッポン放送）
- ラジオシアター〜文学の扉 （2011年12月25日,2012年1月15日 TBSラジオ）
- 高田文夫のラジオビバリー昼ズ（ニッポン放送） ※高田文夫休養時のゲストパーソナリティ
  - 宅間孝行と磯山さやかのラジオビバリー昼ズ（2012年4月30日）
  - 宅間孝行と松本明子のラジオビバリー昼ズ（2012年9月10日）
- 宅間孝行のオールナイトニッポンR（2016年9月3日,2017年10月7日,2018年3月24日 ニッポン放送）

### バラエティ
- 魁!セレソンDX（2006年10 - 12月、テレビ大阪）

### トーク番組
- 映画の達人 Filmania（2008年4月 - 2009年3月、フジテレビ）
- 映画の達人2 End Credits（2008年4月 - 9月、フジテレビ）

## 作品

### 舞台（作品）
東京セレソン/東京セレソンデラックス公演

TAKUMA FESTIVAL JAPAN（タクフェス）公演

外部公演
宅間孝行名義
- わらいのまち（2011年9月4日 - 24日、日比谷シアタークリエ） - 作・演出
- よみがえる明治座東京喜劇－ニッポン放送「高田文夫のラジオビバリー昼ズ」全力応援!!－ 第一部 こちとら大奥様だぜぃ!（2021年1月29日 - 2月14日、明治座） - 脚色・演出
- 夕 -ゆう-（2024年11月1日 - 12月12日、サンシャイン劇場 他） - 作・演出・出演

### テレビドラマ（作品）
サタケミキオ名義
- アタックNo.1（2005年4月 - 6月、テレビ朝日） - 脚本
- 花より男子第1期（2005年10月 - 12月、TBS） - 脚本
- 花より男子2（リターンズ）（2007年1月 - 3月、TBS） - 脚本
- 歌姫（2007年10月 - 12月、TBS） - 脚本

宅間孝行名義
- スマイル （2009年4月 - 6月、TBS） - 脚本
- 君たちに明日はない（2010年1月 - 2月、NHK） - 脚本
- 新・ミナミの帝王（2010年9月21日、関西テレビ） - 脚本
- ラスト・ディナー 第4夜「True Heart」（2013年3月30日、NHK BSプレミアム） - 脚本
- 間違われちゃった男（2013年4月 - 6月、フジテレビ） - 脚本・演出
- 素晴らしき哉、先生!（2024年8月 - 10月、朝日放送テレビ） - 脚本・演出

### 映画（作品）
サタケミキオ名義
- 婦人排球 ママズ・アタック （2003年、ジーピー・ミュージアム） - 脚本
- 僕と彼女の×××（2005年） - 脚本
- 映画 ヒートアイランド（2007年10月20日公開） - 脚本
- 映画 花より男子F（2008年6月28日公開） - 脚本

宅間孝行名義
- 同窓会（2008年8月16日公開、配給：エスピーオー） - 監督・脚本
- 愛と誠（2012年、監督：三池崇史、配給：角川映画・東映） - 脚本
- くちづけ（2013年5月25日公開、配給：東映） - 脚本
- 全員、片想い「サムシングブルー」（2016年7月2日、配給：東映） - 監督・脚本
- あいあい傘（2018年10月26日、配給：SDP） - 監督・脚本
- LOVEHOTELに於ける情事とPLANの涯て（2019年1月18日、配給：HIGH BROW CINEMA） - 監督・脚本

### ウェブドラマ（作品）
- THE BAD LOSERS（ザ・バッドルーザーズ）全6話（2021年2月14日、YouTube）

## 著書

### 小説
サタケミキオ名義
- 愛について考えてみないか（2008年7月17日、講談社、ISBN 978-4-06-214785-9） - 映画『同窓会』原作

宅間孝行名義
- くちづけ（2013年4月26日、幻冬舎、ISBN 978-4-344-02375-8）

### 戯曲
宅間孝行名義
- 純愛戯曲集（2012年9月27日、幻冬舎、ISBN 978-4-344-02247-8） - 「夕 -ゆう-」、「くちづけ」、「歌姫」、「流れ星」を収録